# 盖尔代·奥斯卡
盖尔代·奥斯卡（匈牙利語：Gerde Oszkár，1883年7月8日—1944年10月8日），匈牙利犹太裔击剑运动员。他曾参加1908年和1912年夏季奥运会击剑比赛，共获得2枚金牌。

## 生平
1944年，他被驱逐出匈牙利，同年被杀害于奥地利的毛特豪森-古森集中营。

## 荣誉
1989年，他入选了国际犹太体育名人堂。